# 미하엘 슈핀델레거
미하엘 슈핀델레거(독일어: Michael Spindelegger, 1959년 12월 21일 ~ )는 오스트리아의 정치인이다.  그는 베르너 파이만 총리의 내각에서 외무장관 (2008년 ~ 2013년)과 재무장관 (2013년 ~ 2014년)을 지냈으며 추가적으로 2011년부터 2014년까지 부총리직을 보유하였다.  슈핀델레거는 또한 2011년부터 2014년까지 오스트리아 국민당의 당수였다.  2014년 8월 그는 뜻밖에 전체의 정치적 직위들로부터 사임하였다.  2016년 그는 빈에 기지를 둔 국제 이민 정책 개발 센터의 사무 총장을 지내왔다.

## 초기 생애와 개인 생활
니더외스터라이히주 뫼들링에서 태어났다.  철도 노동자이자 노조 지도자인 그의 부친 에리히는 빈의 외곽 힌터브륄의 시장이었고 오스트리아 의회에서 국민의회에 뫼들링 선거구를 대표하였다.  슈핀델레거는 힌터브륄에서 학교 (1969년 ~ 1969년)와 뫼들링에 있는 카임가세 김나지움 (1969년 ~ 1977년)을 다녔다.  1977년부터 1978년까지 그는 오스트리아 연방군에서 1년간 복무하여 예비군 장교로서 훈련을 받았다.  1978년부터 그는 빈 대학교에서 법학을 전공하고 1983년 법학 박사 학위를 받았다.  자신의 전공 동안 슈핀델레거는 대학에서 카르텔버반트 가톨릭 학생 친목회에 가입하였다.  그는 결혼하여 2명의 아들을 두었다.

## 전문 경력
1982년부터 1983년까지 슈핀델레거는 빈 대학교 형법 연구소에서 보조 강사와 연구인이었다.
1983년부터 1984년까지 그는 빈에서 몇몇의 법원들에서 판사의 보조인으로, 그리고 1984년부터 1987년까지 니더외스터라이히주의 연방제를 위하여 행정사무관으로 일하였다.
1987년부터 1990년까지 그는 오스트리아의 국방장관 로베르트 리할을 위하여, 그리고 1990년과 1994년 사이에 지멘스를 포함한 오스트리아와 독일에서 다수의 회사들을 위하여 일하였다.

## 정치 경력
1992년부터 1993년까지 슈핀델레거는 연방의회의 의원이었다.
1995년 1월부터 1996년 10월까지 슈핀델레거는 유럽 의회 의원으로 유럽 의회 경제·통화 정세 위원회에 지냈다.
1993년 12월부터 1995년 3월까지 그리고 1996년 10월 이래 슈핀델레거는 국민의회의 의원이었다.  1996년 10월과 2006년 10월 사이에 그는 외무부에 자신의 당의 대변인과 외무부에 의회 위원회의 우두머리였다.
1991년부터 슈핀델레거는 자신의 당의 노동파 오스트리아 노동자·직원 협회의 부연방의장, 2009년부터 조직의 연방의장이었다.  2000년 1월부터 2007년 1월까지 그는 유럽 평의회의 의회 의원, 그리고 2002년 1월부터 2006년 10월까지 오스트리아 대표단의 우두머리였다.
2000년 3월부터 2006년 10월까지 그는 볼프강 쉬셀의 리더십 아래 오스트리아 국민당의 부의장이었다.
2006년 10월 30일 그는 오스트리아 의회의 두번째 대변인이 되었다.  그는 이 직위를 2008년 11월까지 보유하였다.

### 오스트리아의 외무장관:2008년-2013년

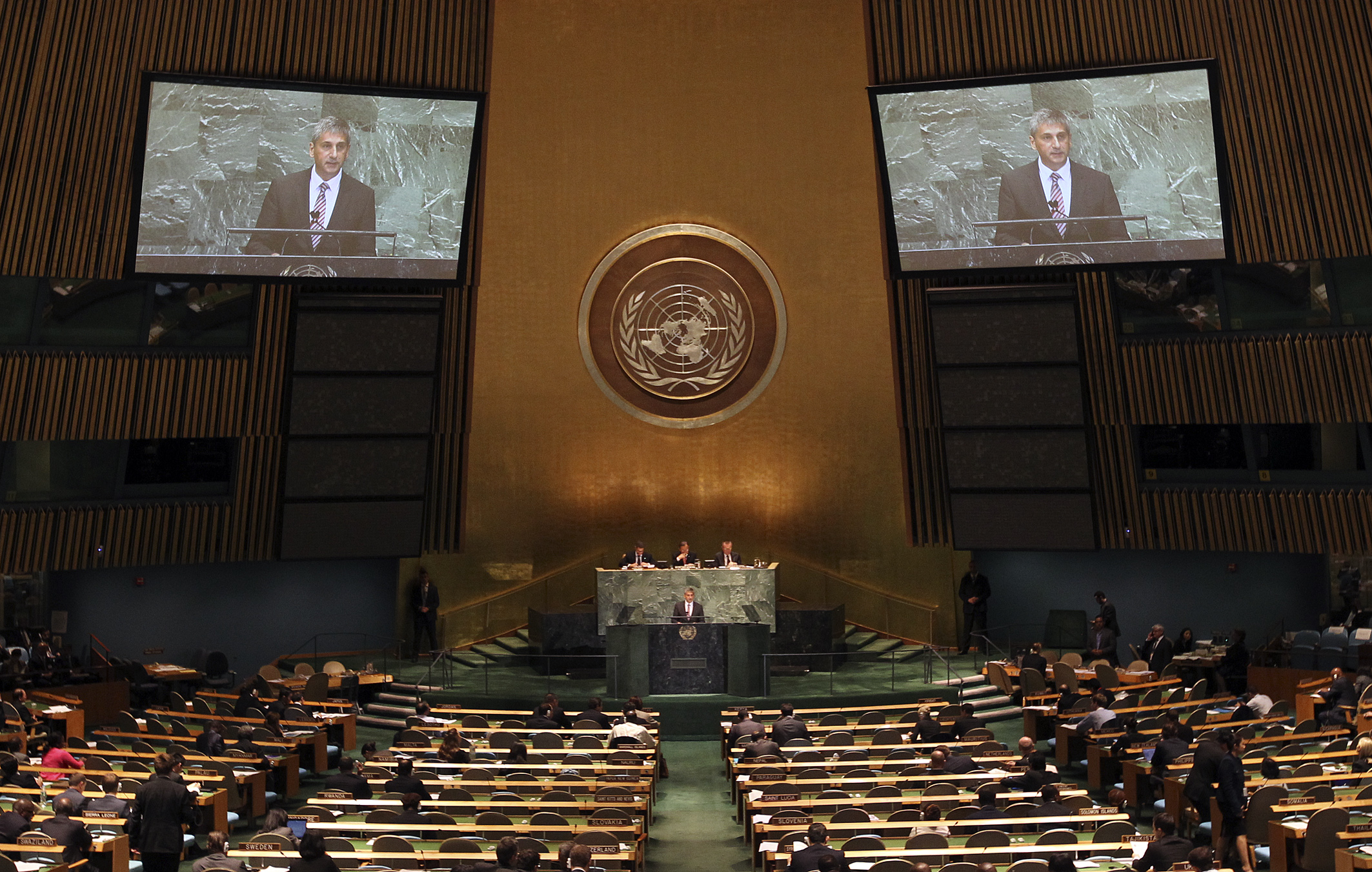
유엔 총회에서 연설하는 슈핀델레거 외무 장관 (2012년 9월 28일)

2008년부터 2013년 사이에 슈핀델레거는 오스트리아의 외무장관을 지냈고 2011년 4월 그는 요제프 프뢸로부터 부총리 직위를 차지하였다.  2011년 5월 그는 오스트리아 국민당 의장으로 선출되었다.
2011년 오스트리아 경찰은 리투아니아에서 전쟁 범죄 수배로 전직 소련의 장교 미하일 골로바토프를 체포하였다.  다음날 골로바토프는 석방되었다.  슈펜델레거는 리투아니아로부터 정보는 너무 모호하다고 말하면서 골로바토포를 석방시키는 결정을 옹호하였다.  에스토니아의 전 대통령 토마스 헨드리크 일베스는 러시아 정부를 기쁘게 하는 목적에 오스트리아의 국경 경찰과 사건에 개인적으로 개입한 것으로 슈핀델레거를 비난하였다.

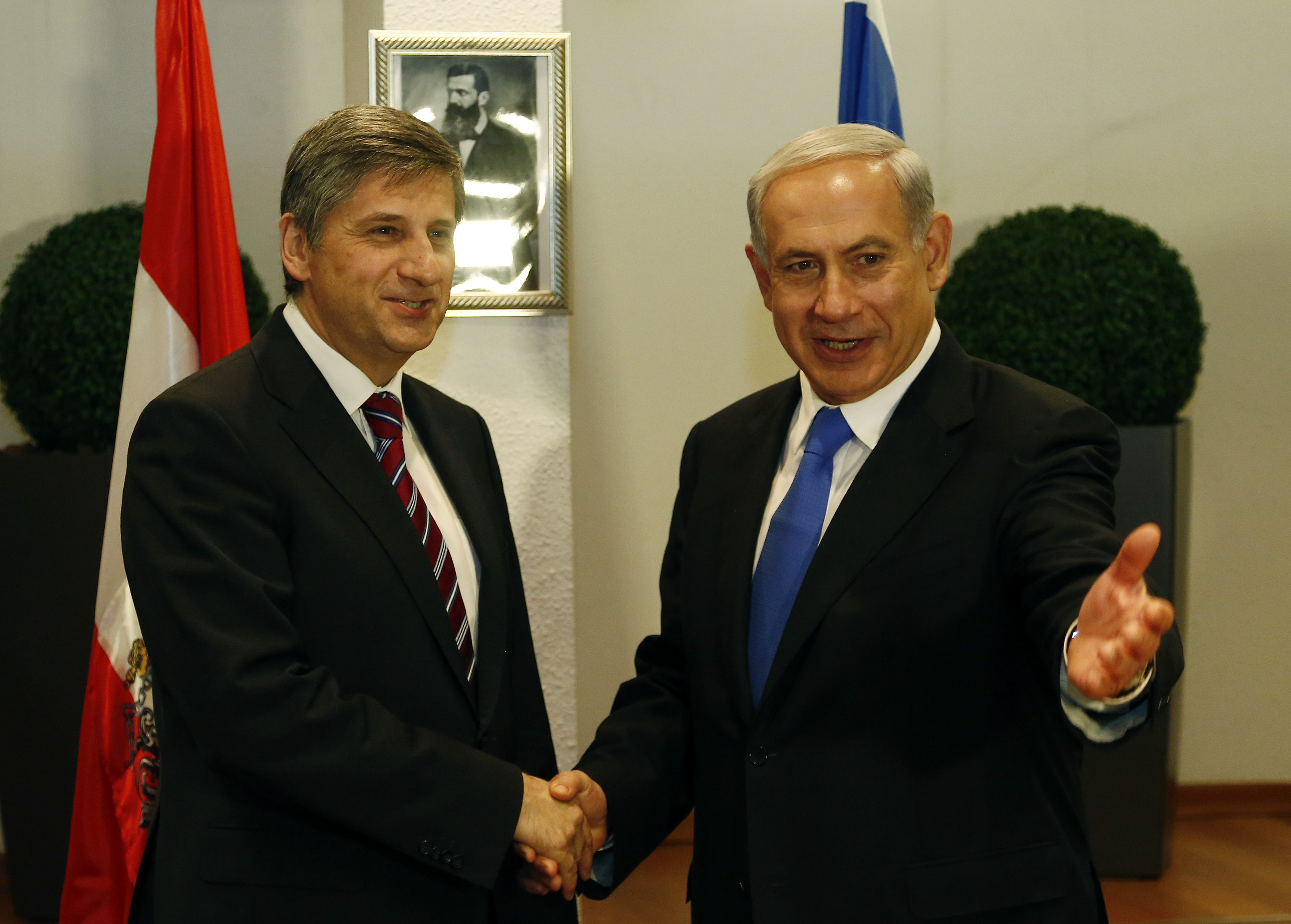
이스라엘의 베냐민 네타냐후 총리와 함께 (2013년 4월 11일)

외무 장관으로서 슈핀델레거는 이민 분야에서 국제 조직들과 가깝게 일하였고 트리폴리에서 열린 제3회 EU-아프리카 정상 회의가 열린 동안 정책 토론으로 공헌하였다.  부총리로 임명된 후, 그는 오스트리아 내무부 안에서 "국가 통합 사무국"을 창조하였고 그 포지션을 위하여 제바스티안 쿠르츠를 후보로 지명하였다.  이때 그는 또한 아프가니스탄 정부와 재승인을 협상했던 동안 피난과 노동 이민에 내무부와 함께 가깝게 일하였다.  2011년 슈핀델레거는 이후에 그가 자신의 후계자로서 쿠르츠를 키웠다고 말하여 당시 24세의 제바스티안 쿠르츠를 통합 비서로 임명하였다.
2013년까지 골란고원 (UNDOF의 일부로서)에 감시 의무의 39년 후에 오스트리아 평화유지군을 철회하는 속도는 그해 국가 선거에 앞서 오스트리아 사회민주당 주도의 국방부와 보수주의 주도의 외무부 사이에 분할을 노출시켰다.

### 오스트리아의 재무장관:2013년-2014년
2013년 오스트리아 국민의회 선거에 이어 슈핀델레거는 파이만의 두번째 내각에서 오스트리아의 재무장관이 되어 마리아 펙터를 대체하였다.
슈핀델레거의 지도 아래 오스트리아는 국영 대출 기관인 히포 알페 아드리아 은행을 망가지게 내버려두기로 결정하였으며 대신 정부는 그 본사가 있는 케른텐주와 비용으로 기여하는 데 종속 부채의 채무자들에 압력을 가했던 동안 히포 알페 아드리아 은행 자산의 180억 유로 (250억 달러)를 위하여 "부실채권의 은행"을 창조하였다.
2014년 8월 슈핀델러거는 자신의 동료 보수주의자 요하네스 한이 위원장 장클로드 융커 아래 유럽 연합 집행위원회의 오스트리아 의원으로 남아있을 것을 공고하였다.  공고에 앞서 슈핀델레거 자신이 유럽 연합 집행 위원회로 옮겨갈 것이라는 소문들이 있었다.
2014년 8월의 말기에 슈핀델레거는 세금 개혁에 논쟁들에 이어 사임을 하였다.  오스트리아 사회민주당원들과 그의 당 안에 어떤이들은 그해 말기까지 국내총생산의 80 퍼센트를 도달하는 데 초점은 예정이 잡혔던 낯주어진 국가 부채 수준에 맞추어져야 한다고 말하면서 그가 반대했던 부에 대한 새로운 세금을 요구하였다.  그는 "오스트리아의 방향은 아테네가 아닌 베를린을 향하여 지향되어야 한다"고 말했다.  경제부 장관 라인홀트 미테를레너가 새로운 당수로 선택되었다.  베르너 파이만 총리는 그 기간을 지켜보는 데 그가 연정을 기대했다고 말했다.

## 2015년 이래
2015년 슈핀델레거는 우크라이나 현대화 기관의 이사가 되었다.
2016년 이래 그는 빈에 기지를 둔 국제 이민 정책 개발 센터의 사무 총장을 지내왔다.  이 기구는 유럽 연합의 이민 정책을 형성하는 데 도움을 주는 것은 리비아, 모로코와 튀니지에서 해안 경비대들의 지지를 통해서인 방향들의 하나로 저널리스트들에 의하여 찾아진 스캔들에 잡혀 전체의 본체들은 지중해에서 인권 위반과 아마도 수천명의 불법 철수들의 책임으로 기소하였다.
2020년 2월 슈핀델레거는 도널드 트럼프 미국 대통령의 중동 평화 계획을 비난하는 데 영국의 신문 가디언에 의하여 발행된 공개 서한을 서명하는 것에 50명 가량의 전직 유럽의 총리와 외무장관들에 가입하여 그것은 점령된 팔레스타인 영토에서 아파르트헤이트 같은 상황을 창조할 것이라고 말하였다.